# Herluin de Conteville
Herluin de Conteville, znany także jako Herlevin lub Herlwin of Conteville (ur. ok. 1001 - zm. ok. 1066) – szlachcic normandzki, ojczym Wilhelma Zdobywcy, a także ojciec Odona z Bayeux i Roberta de Mortain, którzy doszli do wysokich godności na dworze Wilhelma.

## Conteville i Fatouville-Grestain
Nie istnieją bezpośrednie dowody na to, że Herluin był ojczymem Wilhelma, późniejsze kroniki wymieniają go jednak jako jednego z rodziców przyrodnich braci Wilhelma. Herluin był średniozamożnym szlachcicem czerpiącym dochody z niewielkich posiadłości leżących na południe od Sekwany. Był wicehrabią Conteville, prawdopodobnie z łaski swego pasierba, a także tytularnym władyką Fatouville-Grestain w dzisiejszym departamencie Eure. W końcu lat czterdziestych XI wieku ufundował tu opactwo Grestain (przypuszczalnie z pomocą syna Roberta).

## Małżeństwo z Herlevą
Wzmianki w zachowanych źródłach wskazują, że na początku XI wieku Conteville, wraz z okolicznymi przynależnościami, najprawdopodobniej było wasalną domeną Herluina. Herluin prawdopodobnie pojął za żonę Herlevę; ta była metresą Roberta I, księcia Normandii, z którym miała nieślubnego syna Wilhelma, pogardliwie zwanego Bękartem, późniejszego Wilhelma Zdobywcę. Herluin i Herleva mieli też dwóch własnych synów i jedną córkę; Eudesa, który miał zostać w przyszłości biskupem Bayeux, Roberta, który został hrabią Mortain i Muriel, która wyszła za Guillaume'a, pana na Ferté-Macé.

## Drugie małżeństwo
Po śmierci Herlevy Herluin poślubił Fredesendis, która jest wymieniana wśród dobrodziejów opactwa Grestain (jako żona Herluina) w statucie założycielskim klasztoru z roku 1189. Budowę rozpoczął Herluin około roku 1050, wierząc, że pomoże mu to wyleczyć się z trądu lub innej podobnej choroby.
Herluin i Fredesendis mieli dwóch synów: Raoula de Conteville (zm. po 1089), który później miał posiadłości w hrabstwach Somerset i Devon w Anglii oraz Jeana de Conteville. O tych synach z drugiego małżeństwa niewiele wiadomo.